# Дарлинг, Ханна
Ханна Дарлинг (англ. Hannah Darling, родилась 30 мая 1996 года) — канадская регбистка, в прошлом игрок сборной Канады; бронзовый призёр летних Олимпийских игр 2016 года в составе сборной Канады по регби-7.

## Биография

### Семья и личная жизнь
Родители: Дэвид и Лиа, есть старший брат Уэсли. Любимый вид спорта из иных — хоккей с шайбой. Увлекается вязанием крючком, охотой и катанием на квадроцикле. Носит талисман из оленьей шкуры с четырьмя символами, которые расшифровывает как «мечта», «преданность», «сила» и «успех».
Придерживается нетрадиционной сексуальной ориентации, её партнёр — Джоанна Бронсон.

### Игровая карьера
Занималась регби с 14 лет по совету хоккейного тренера и соседей. Училась в школе Шоуниган-Лейк. Дебютировала в составе сборной Канады в 2014 году в Гонконгской серии. Чемпионка Панамериканских игр 2015 года, бронзовый призёр Олимпиады 2016 года в Рио-де-Жанейро.
В октябре 2018 года Ханна объявила об уходе из сборной Канады по регби-7. Причиной ухода стала сильная депрессия, которую диагностировали у Ханны в январе 2017 года. В настоящее время Ханна работает в магазине Sysco Foods, собирается поступать в колледж Флеминга по специальности «рыбное хозяйство и дикая природа»..